# Bourke Place
Der Bourke Place ist ein 254 Meter hoher Wolkenkratzer in Melbourne, Australien. Es ist das vierthöchste Gebäude in Melbourne und das fünfthöchste in Australien.
Der Wolkenkratzer befindet sich in der 600 Bourke Street in der Innenstadt und wurde von dem Architekturbüro Godfrey & Spowers entworfen. Früher diente es als Hauptsitz des Rohstoffkonzerns BHP Billiton. Dann zog der Konzern in ein neueres Gebäude im Stadtgebiet Queen Victoria Village. 170.000 m² der Fassade besteht aus Verbund-Sicherheitsglas.